# Дидиерея Тролля
Дидиерея Тролля (лат. Didierea trollii) — вид суккулентных растений рода Дидиерея (Didierea) семейства Дидиереевые (Didiereaceae), произрастающий на территории Мадагаскара.

## Название

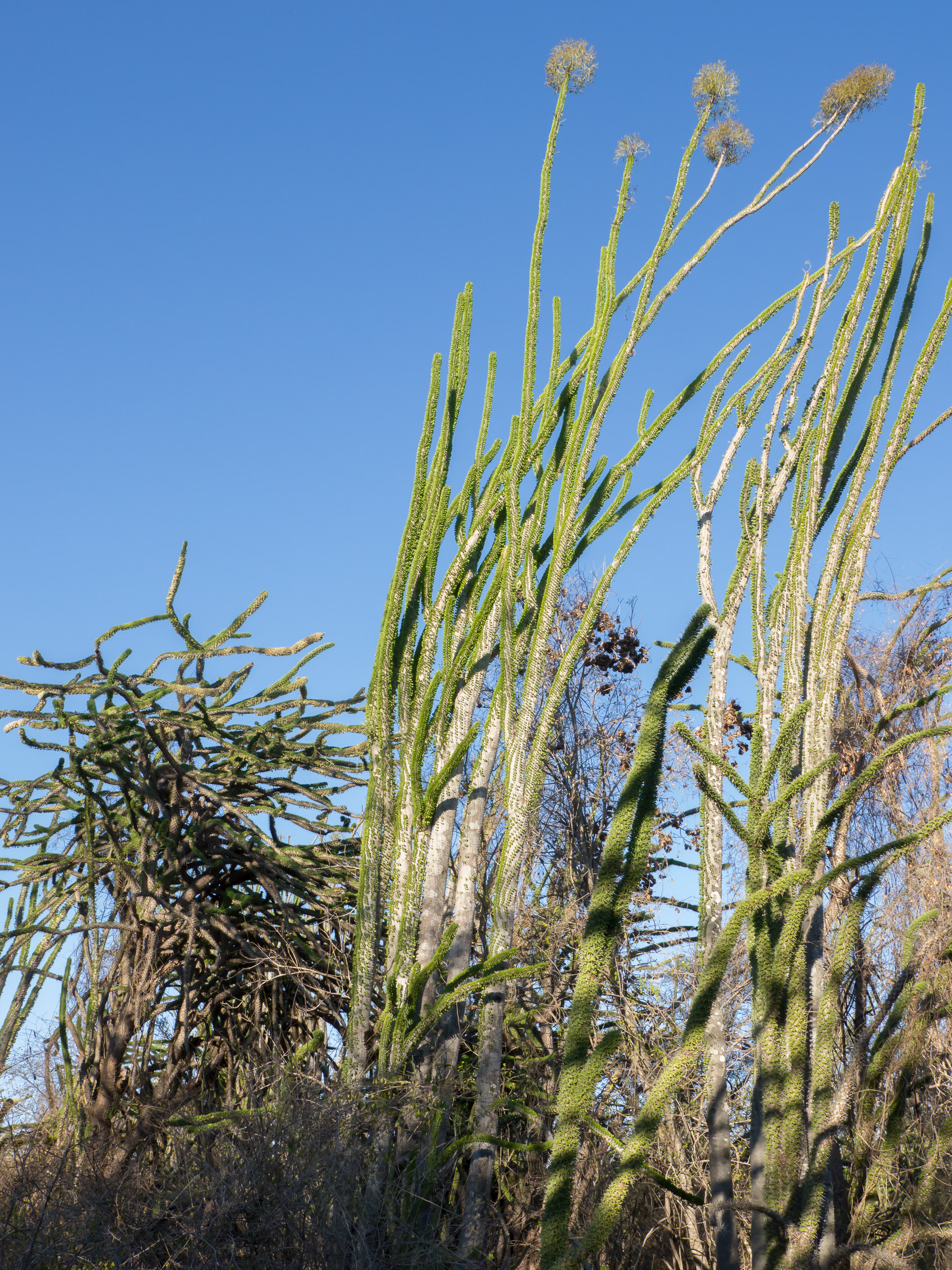
Дидиерея Тролля (слева) и Аллюодия восходящая (справа)

Родовое латинское (научное) название Didierea дано в честь Альфреда Грандидье (фр. Alfred Grandidier, 1836—1921) — французского путешественника, натуралиста и летописца Мадагаскара.
Видовой латинский эпитет дан в честь Вильгельма Тролля (1897—1978), немецкого ботаника и авторитета в области морфологии растений, в частности, таких родов как Дидиерея и Пеперомия.

## Описание
Суккулентное цветковое растение в раннем возрасте имеет горизонтально растущие стебли, которые по мере роста начинают ветвиться и образовывать вертикальную форму с обильными ветвями.

## Таксономия
Didierea trollii Capuron & Rauh, первое упоминание в Kakteen And. Sukk. 12: 87 (1961).